# Once y doce
Once y doce es el nombre de una popular obra de teatro creada, escrita, producida, dirigida y protagonizada por Roberto Gómez Bolaños Chespirito. Asimismo, actuaron en el estreno original Florinda Meza, Juan Antonio Edwards, Arturo García Tenorio y Mario Casillas. La obra fue puesta en escena originalmente en México, pero se presentó con éxito en varios países de Sudamérica como Perú y Colombia, entre otros.

## Argumento
La obra narra la bochornosa situación de un hombre que pierde sus partes íntimas en un accidente y la forma en que trata de lidiar con esto para poder procrear con su esposa.
Cristina (Florinda Meza) es una mujer obsesionada con las cosas finas y bonitas y a quien por supuesto se le hace muy poca cosa Eloy (Roberto Gómez Bolaños), por ser bajito y feúcho. Pero, finalmente será quien le cumpla uno de sus deseos más anhelados sin que ella se de cuenta que él ha sido el donante. No obstante, Eloy resulta tan penoso que prefiere no llamar las cosas por su nombre y menos si de partes del cuerpo se trata, por lo que decide ponerle un número a cada parte.

## Reparto
En el papel de:
- Eloy Madrazo (Roberto Gómez Bolaños)
- Cristina (Florinda Meza/Erika Blehner)
- Cristóbal (Arturo García Tenorio/Óscar Bonfiglio)
- Fernando (Juan Antonio Edwards)
- Dr. Arenas (Mario Casillas/Moisés Suárez/David Ramos/Emilio Guerrero/Rubén Aguirre/Edgar Vivar)

Moisés Suárez y Óscar Bonfiglio se integraron tiempo después en reemplazo de Casillas y García Tenorio respectivamente. En más recientes presentaciones David Ramos substituyó a Moisés Suárez, siendo reemplazado a su vez por Emilio Guerrero. En el reestreno del 2007, Rubén Aguirre y Édgar Vivar alternaron en el papel del Dr. Arenas y Érika Blehner reemplazó a Meza en el papel de Cristina. Solo Gómez Bolaños y Edwards permanecieron del reparto original. Cabe señalar que en esa nueva versión, la obra fue actualizada, sobre todo en lo tocante a la política, pero respetó la historia central, misma que mantuvo en cartelera durante sus primeros años.

## Desarrollo
Gómez Bolaños comenzó a escribir el guion en la década de los 60 con Mauricio Garcés en mente para interpretar a Fernando como personaje principal. Sin embargo, por compromisos previos tanto de Garcés como de Gómez Bolaños, jamás pudieron acordar la colaboración. Roberto Gómez Bolaños abandonó el proyecto cuando faltaba poco para concluir el guion. Más de veinte años después, Florinda Meza lo convenció de retomar el guion incompleto y terminarlo.
Gómez Bolaños modificó entonces el guion incorporando al personaje de Eloy Madrazo como protagonista, que el guionista mismo interpretaría.
Once y Doce se estrenó el 9 de abril de 1992 en el Teatro Libanés y estuvo siete años seguidos en cartelera con más de 2700 representaciones ofrecidas. Posteriormente en el 2000 la obra salió de gira internacional a Estados Unidos, Costa Rica, Colombia, Ecuador, Perú y Chile.
En el 2007 Once y Doce se reestrenó con algunas modificaciones de nuevo en el Teatro Libanés, representándose durante casi un año.

## Recepción
Once y Doce se estrenó en abril de 1992 con bajos niveles de público. Llegó a haber funciones con solo diez personas de público, y Roberto Gómez Bolaños pensó en concluir la temporada al mes y medio de su estreno por la poca asistencia al teatro. Sin embargo el público asistente comenzó a recomendarla de boca en boca, lo cual gradualmente comenzó a aumentar las entradas hasta lograr agotar localidades durante más de 150 funciones seguidas. 
La obra llegó a ofrecer seis representaciones semanales y se convertiría en la obra teatral de más permanencia en cartelera en México, marca que conserva hasta la fecha. En Chile, el elenco ofreció dos funciones en el Estadio Nacional para un público total de aproximadamente 160 mil espectadores.